# Skat Hoffmeyer
Christian Julius Skat Hoffmeyer (7. december 1891 i Kauslunde, Odense Amt – 31. august 1979 på Hillerød Amtssygehus) var en dansk biskop over Århus Stift 1940-61. Han var far til Erik Hoffmeyer.
Hoffmeyer blev student fra Metropolitanskolen i 1909, derefter cand. theol. i 1915 og dr.theol. 1918 fra Københavns Universitet.
Efter besættelsens afslutning blev Hoffmeyer involveret i en sag omkring antisemitisme, som skyldtes et foredrag afholdt i Randers, hvor biskoppen udtalte sig kritisk om jøder. Sagen blev dog droppet på opfordring af blandt andre Christian 10..
Hoffmeyer blev Ridder af Dannebrogordenen 1934, Dannebrogsmand 1941, Kommandør 1952 og Kommandør af 1. grad 1963. Han er begravet på Rårup Kirkegård.